# Оуэн, Беверли
Беверли Джейн Стоун (англ. Beverley Jane Stone, в девичестве — Огг англ. Ogg, более известна как Беверли Оуэн англ. Beverley Owen; 13 мая 1937, Оттамуа, Айова — 21 февраля 2019, Londonderry, Вермонт) — американская телевизионная актриса, наиболее известная по оригинальной роли Мэрилин Манстер в ситкоме «Семейка монстров», прежде чем роль перешла к Пэт Прист.

## Ранние годы
Беверли Джейн Огг родилась 13 мая 1937 года в Оттамуа, штат Айова. Она была первенцем Уоллеса Э. Огга и Шарлотты М. Вандер Плуг. Она выросла в Эймсе, штат Айова, где её отец был профессором сельскохозяйственной экономики в Университете штата Айова. Её мать умерла в 1953 году.

## Карьера
В 1956 году Оуэн появилась в своей первой телевизионной роли в телесериале «Как вращается мир». Оуэн появилась в сериалах «Доктора», «Телевизионный театр Крафта», «Виргинский», «Обоз» и «Другой мир», а также в художественном фильме 1964 года «Пуля для негодяя» с Оди Мёрфи в главной роли. После чего она получила роль Мэрилин Манстер в сериале «Семейка монстров».

## Личная жизнь
Оуэн покинула сериал «Семейка Манстеров» после 13 эпизодов, чтобы 27 июня 1964 года в Ньюфейне, штат Вермонт, выйти замуж за будущего сценариста и продюсера «Улицы Сезам» Джона Стоуна. Они были женаты 10 лет до 1974 года. У неё было две дочери, Полли и Кейт. После развода в 1974 году она продолжила изучать раннюю американскую историю и получила степень магистра в 1989 году.

## Смерть
21 февраля 2019 года её дочь Полли сообщила, что актриса умерла от рака яичников в возрасте 81 года. Бутч Патрик, её коллега по сериалу «Семейка монстров», 24 февраля опубликовал на Facebook пост, в котором говорилось: «Прекрасная Беверли Оуэн покинула нас. Какая милая душа. Я был в неё безумно влюблен. Покойся с миром, Бев, и спасибо за 13 памятных эпизодов с Мэрилин Манстер».

## Фильмография
- Как вращается мир[5]
- Доктора[англ.][5]
- Пуля для негодяя[англ.][11]
- Обоз[англ.][5]
- Виргинский[англ.][5]
- Другой мир[5]
- Семейка монстров — оригинальная роль Мэрилин Манстер[англ.][6]